# پرنسس سلندیا
پرنسس سلندیا (به انگلیسی: Princess Selandia) یک کشتی بود که طول آن ۱۱۰٫۴۰ متر (۳۶۲٫۲ فوت) بود. این کشتی در سال ۱۹۵۱ ساخته شد.